# Galgula mandane
Galgula mandane là một loài bướm đêm trong họ Noctuidae.